# Aborolabis
Genre
Aborolabis est un genre d’insectes dermaptères de la famille des Anisolabididae.

## Liste des espèces
Selon GBIF (30 août 2024) :
- Aborolabis angulifera (Dohrn, 1864)
- Aborolabis emarginata Srivastava, 1974
- Aborolabis kalaktangensis Srivastava, 1972
- Aborolabis martensi Brindle, 1987
- Aborolabis mauritanica (Lucas, 1849)
- Aborolabis mordax Steinmann, 1978
- Aborolabis nepalensis (Brindle, 1974)
- Aborolabis nigrescens Brindle, 1987
- Aborolabis pervicina (Burr, 1913)
- Aborolabis rufocapitata Steinmann, 1984
- Aborolabis tanzanica Steinmann, 1981
- Aborolabis vicina (Burr, 1911)

## Systématique
Le nom valide complet (avec auteur) de ce taxon est Aborolabis Srivastava (d), 1969. Le genre a été créé en 1969 par l'entomologiste indien G.K. Srivastava avec comme espèce type Aborolabis pervicina (Burr, 1913).

### Publication originale
- (en) G. K. Srivastava, « On a new genus of Dermaptera from India », Entomologist's Record and Journal of Variation, Londres, vol. 81,‎ 15 septembre 1969, p. 246-248 (lire en ligne, consulté le 30 août 2024).